# Munjanahalli, Krishnarajanagara
Munjanahalli là một làng thuộc tehsil Krishnarajanagara, huyện Mysore, bang Karnataka, Ấn Độ.